# Trafalgar Square
Trafalgar Square è una piazza di Londra dedicata al ricordo della battaglia di Trafalgar (1805), in cui la Royal Navy di Horatio Nelson sconfisse le flotte combinate di Francia e Spagna, durante le guerre napoleoniche. Lord Nelson perse però la vita come eroe di guerra prima della fine della battaglia. In origine doveva essere intitolata a Re Guglielmo IV, ma l'architetto George Ledwell Taylor suggerì e ottenne di darle l'attuale nome.
Il sito dove oggi è situata Trafalgar Square era originariamente la sede delle stalle reali, le quali furono spostate presso Buckingham Palace. L'area della piazza fu interessata da un profondo rinnovamento urbano grazie all'architetto John Nash.
Trafalgar Square è ornata da un'imponente colonna dell'ammiraglio Nelson e da una serie di sculture commemorative.

## Configurazione
Trafalgar Square consiste in una vasta area centrale a cui si può accedere mediante tre strade principali che confluiscono al suo interno ed include una terrazza sul lato nord che si affaccia sulla National Gallery. Le strade sopra accennate fanno parte della strada A4. Inizialmente il traffico che circolava intorno alla piazza era vincolato dal senso unico, ma successivamente l'introduzione di alcune opere ultimate nel 2003 hanno portato alla chiusura del lato nord per il traffico.
La colonna dell'ammiraglio Nelson si trova al centro della piazza e nelle immediate vicinanze si trovano delle fontane progettate da Sir Edwin Lutyens tra il 1937 e il 1939. Sempre in quest'area di Trafalgar Square si possono osservare quattro leoni bronzei dall'aria austera che furono scolpiti da Sir Edwin Landseer.
Sul lato nord della piazza è ubicata, come già accennato, la National Gallery mentre poco più in là si erge la chiesa di Saint Martin-in-the-Fields.

## Storia

### Origini

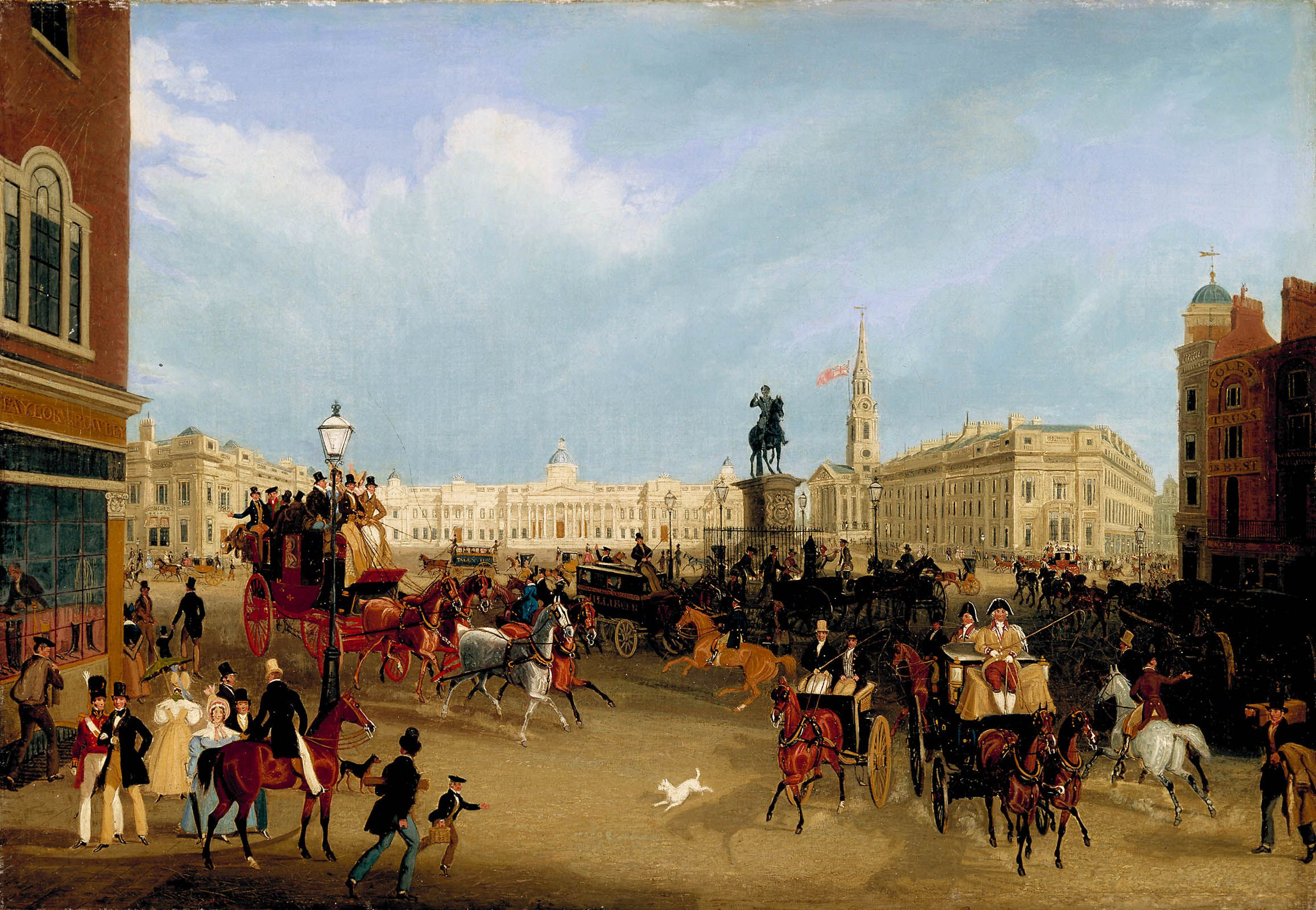
Questo dipinto di James Pollard raffigura Trafalgar Square prima dell'erezione della colonna di Nelson.

Alcuni studi svolti nel 1960 misero in luce che, nell'area dove oggi insiste la piazza, circa 40.000 anni fa viveva una fauna di tipo continentale: sono stati infatti rinvenuti resti di leoni delle caverne, rinoceronti, elefanti dalle zanne dritte ed ippopotami.
In ogni caso, la piazza fu sin dal tredicesimo secolo il centro vitale della città: durante il regno di Edoardo I, l'area era sede delle scuderie reali (King's Mews), li collocate fino a quando Giorgio IV, in seguito ad un incendio, le spostò presso Buckingham Palace.

### La piazza di Nash
Dopo che le scuderie reali vennero spostate presso Buckingham Palace, si venne a creare una vera e propria ferita del tessuto urbano che venne risanata solo nel 1826, quando una speciale commissione incaricò l'architetto John Nash di redigere un intervento di riqualificazione urbana e architettonica dell'area. Il progetto di Nash prevedeva un radicale intervento nella zona compresa tra St Martin's Lane e lo Strand, da realizzarsi mediante massicci sventramenti e la creazione di un rettifilo (l'odierna Duncannon Street) che tagliasse il sagrato della chiesa di Saint Martin-in-the-Fields. L'inizio dei lavori fu sancito dalla stipula del Charing Cross Act, nel 1826: fu nel 1835, inoltre, che si decise di intitolare la piazza - sotto la spinta dell'architetto George Ledwell Taylor - in onore alla vittoria britannica di Trafalgar, durante le guerre napoleoniche.
Malgrado il risanamento dell'area fu portato a compimento molto velocemente, il resto degli interventi si protrasse per numerosi altri anni. La National Gallery venne edificata nell'area a nord della piazza tra il 1832 ed il 1838 su progetto di William Wilkins: quando quest'ultimo tuttavia morì, la costruzione del complesso venne affidata a Charles Barry, che incrementò l'impatto monumentale che il museo avrebbe dovuto avere sulla piazza (anche mediante la creazione di una terrazza). Le fontane vennero aggiunte nel 1841; si decise di installare anche dei plinti, da utilizzare per l'illuminazione pubblica o per collocarvi statue. La piazza venne infine pavimentata con il tarmacadam, che verrà poi sostituito con materiali petrosi negli anni venti del XX secolo.
La piazza venne aperta al pubblico londinese il 1º maggio 1844.

### La colonna di Nelson

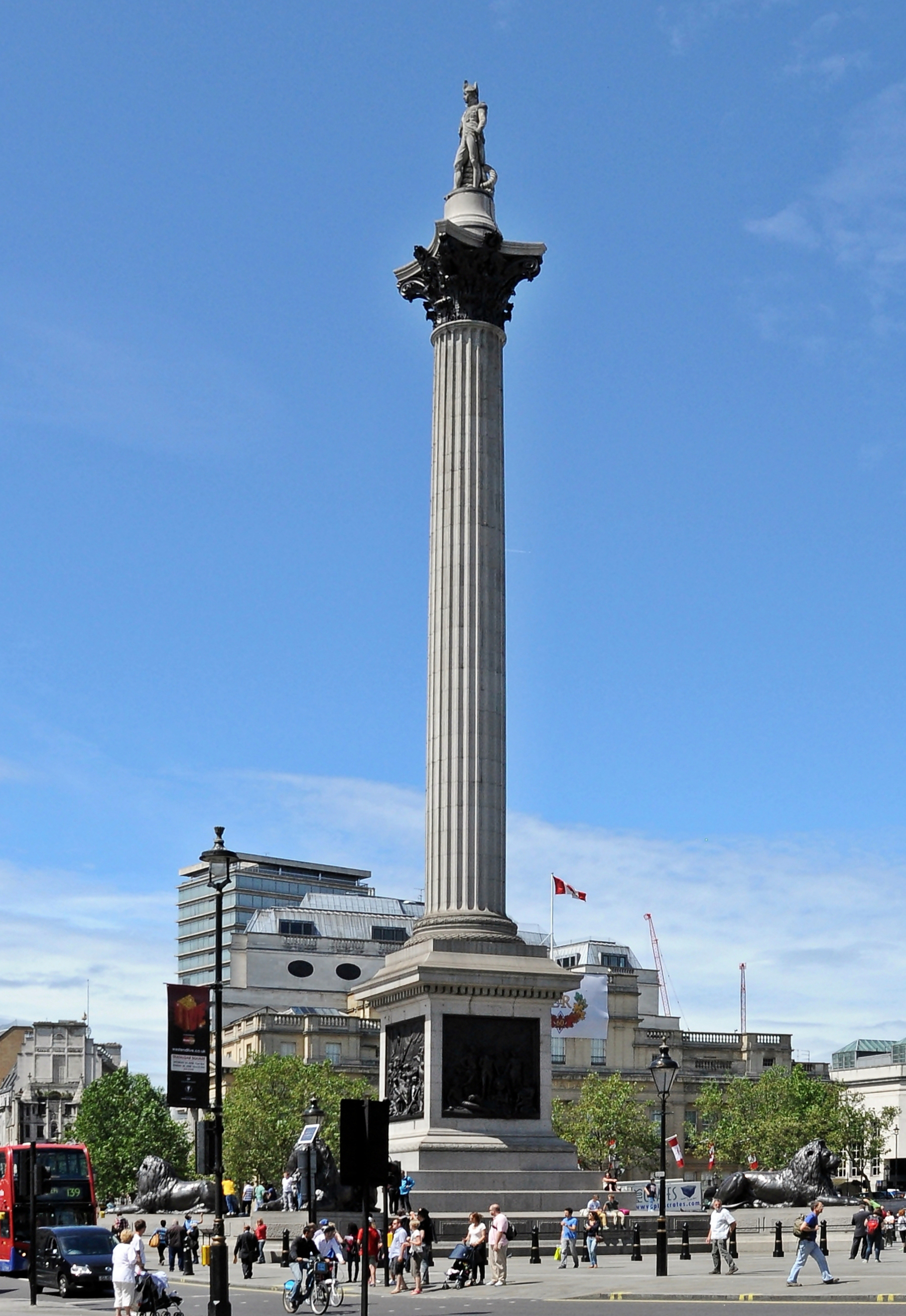
La colonna di Nelson a Trafalgar Square

La colonna dell'ammiraglio Nelson ebbe una storia indipendente da quella del progetto di Barry. L'idea fu del "Nelson Memorial Committee", che nel 1838 presentò al governo un monumento per commemorare la figura di Horatio Nelson, caduto nel 1805 nella battaglia di Trafalgar, finanziato da offerte pubbliche, da erigere al centro della piazza. Fu indetto un concorso, poi vinto dall'architetto William Railton, che concepì una colonna in ordine corinzio alta 51.59 metri, con quattro leoni bronzei agli angoli del piedistallo e la statua dell'Ammiraglio collocata sul capitello. L'idea di Railton, nonostante le numerose critiche denigratorie, fu approvata, e la Colonna era già completa nel novembre del 1843.

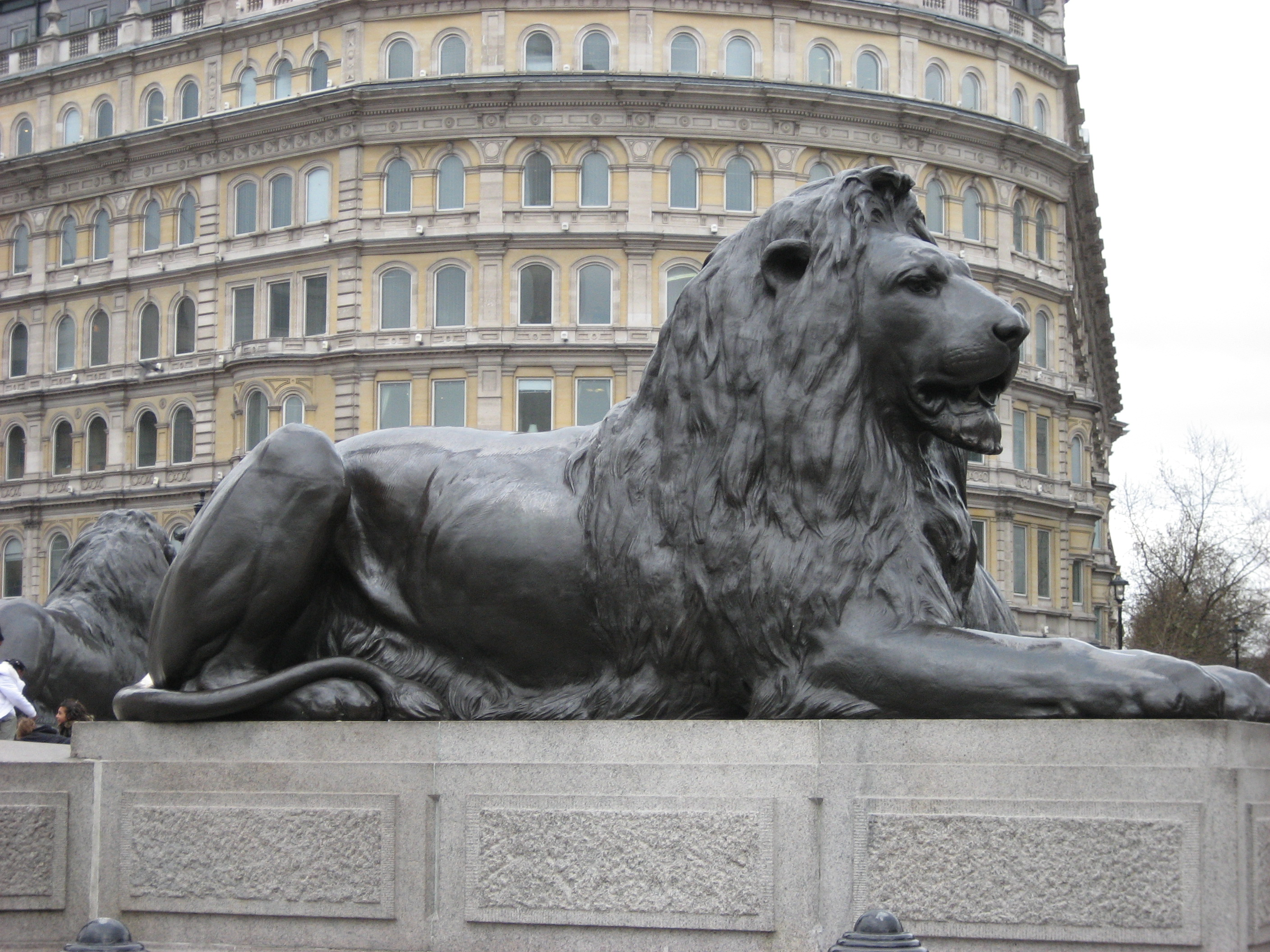
Uno dei quattro leoni collocati alla base della Colonna di Nelson

Ciò malgrado, i rilievi in bronzo sul basamento della colonna non erano completi prima del maggio 1854 e i quattro leoni bronzei (seppur già previsti dal progetto originario) vennero aggiunti solo nel 1867. È interessante ricordare che questi leoni vennero realizzati da Edwin Landseer che, per riprodurre fedelmente il corpo del felino, plasmò le forme della propria opera modellandole sulle fattezze di un leone appena morto che si fece recapitare dallo zoo di Londra: la realizzazione delle sculture, tuttavia, impiegò così tanto tempo che il cadavere della creatura iniziò a putrefarsi e alcune parti delle sculture dovettero essere improvvisate.
Nel 1940, le SS naziste - consce del suo valore simbolico - svilupparono un piano segreto per trasferire la Colonna di Nelson a Berlino (la stessa sorte sarebbe toccata alla produzione di Rembrandt esposta alla National Gallery) in seguito a un'eventuale invasione dell'Inghilterra.

Dieci fotogrammi di Trafalgar Square scattati da Wordsworth Donisthorpe nel 1890

## Cultura
Nel 1890 i registi Wordsworth Donisthorpe e William Carr Crofts realizzarono un cortometraggio muto della durata di pochi secondi che documentava l'aspetto della Piazza e la frequentazione di fine secolo, noto col titolo di London's Trafalgar Square. 

## Statue e monumenti

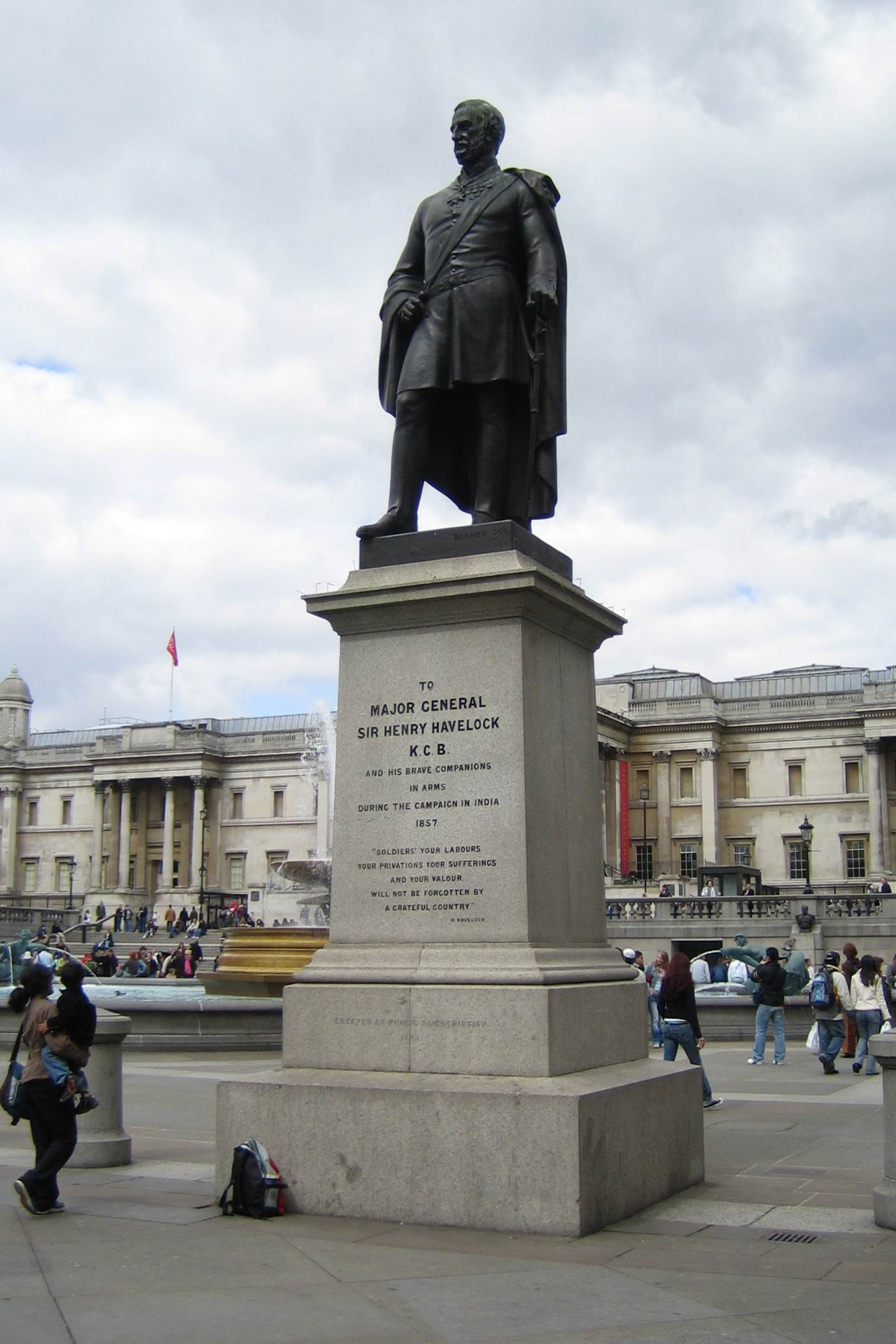
La statua di Sir Henry Havelock, frutto dello scalpello di Francis Chantrey

### Plinti
Il progetto di Barry prevedeva due plinti per le sculture al lato settentrionale della piazza. Su quello posto ad est venne collocata nel 1844 la statua di Giorgio IV (inizialmente concepita per il Marble Arch), frutto dell'abile scalpello di Sir Francis Chantrey; l'altro rimase vuoto fino al termine del XX secolo.
Altri due plinti - con relative statue - vennero aggiunti nel diciannovesimo secolo:
1. Generale Charles James Napier di George Gammon Adams, posto nell'angolo sudoccidentale della piazza nel 1855;
2. Sir Henry Havelock da William Behnes, collocato nella parte sudorientale della piazza nel 1861.

### Il quarto plinto
Sin dal 1998 il plinto vuoto all'angolo nordoccidentale della piazza - che cominciò a diventare noto come «quarto plinto» (Fourth Plinth) - è stato utilizzato per l'esposizione di opere d'arte. Lo schema è stato posto in essere dalla Royal Society of Arts e poi gestito poi da un organismo ad hoc, denominato Fourth Plinth Commission.

### Altre statue
Nel lato settentrionale della piazza sono presenti tre busti di ammiragli. Quelli di John Jellicoe (di Sir Charles Wheeler) e di David Beatty (di William MacMillan) sono stati collocati in loco nel 1948 in concomitanza con l'apposizione delle due fontane. Nel 1967 anche Andrew Cunningham ha avuto una statua nella piazza.
Nel lato sud della piazza si erge invece una statua equestre bronzea di Carlo I, prodotta da Hubert Le Sueur. Inaugurata nel 1633, l'opera venne poi spostata nel 1678, dov'è rimasta fino ad oggi.
Di fronte alla National Gallery vi sono altre due statue: Giacomo II di Grinling Gibbons (a ovest del portico) e George Washington, in realtà replica di un lavoro di Jean-Antoine Houdon.
Infine, nel XIX secolo erano presenti altre due statue, poi rimosse:
- La prima, raffigurante Edward Jenner (padre del vaccino e dell'immunizzazione) venne istituita nell'angolo sud-ovest della piazza. Realizzata da William Marshall Calder, l'opera mostra Jenner seduto su una sedia in una posa rilassata e distesa; dal 1862 è visibile nei Kensington Gardens;
- La seconda statua, scolpita da Hamo Thornycroft, è stata dedicata al generale Charles George Gordon. Eretta su un alto piedistallo di 18 metri nel 1888, venne poi rimossa nel 1943 per essere ricollocata sul Victoria Embankment dieci anni dopo.

## Fontane

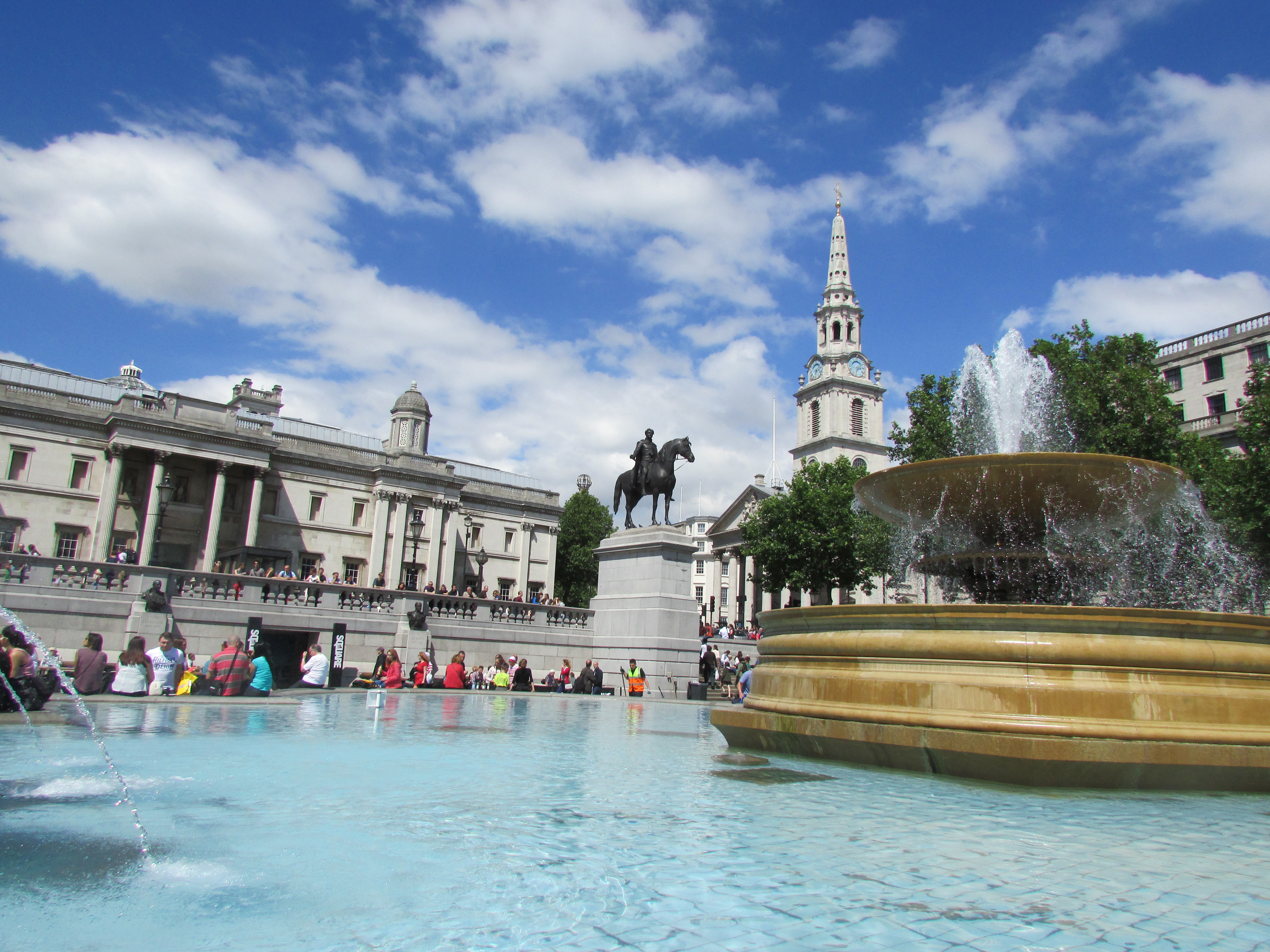
Fontana di Trafalgar Square, 2014

Quando Trafalgar Square fu realizzata nel 1840, lo scopo principale delle fontane non era concentrato sul colpire attraverso l'aspetto estetico, quanto piuttosto per ridurre lo spazio aperto a disposizione. Quest'ultime venivano inizialmente alimentate da acqua pompata da un pozzo artesiano da un motore a vapore situato dietro la National Gallery. Alla fine del 1930 si è deciso di sostituire le vasche di pietra e la pompa. Le nuove fontane sono state in seguito costruite per un disegno di Sir Edwin Lutyens ad un costo di quasi 50.000 £; quelle vecchie vennero poi acquistate per una presentazione al governo canadese ed attualmente si trovano nelle città di Ottawa e Regina. Le fontane presenti sono state poste in memoria a Lord Jellicoe (lato occidentali) e Lord Beatty (lato orientale).
Ulteriori lavori di restauro si sono resi necessari e sono stati ultimati solamente poco prima della fine di maggio del 2009. L'obsoleto sistema di pompaggio è stato rimpiazzato con un altro, più efficiente, in grado di spruzzare in aria un getto d'acqua di circa 24 metri (80 ft). Un nuovo sistema di illuminazione a LED è stato installato anche durante questo restauro per ridurre i costi di manutenzione dovuti all'incessante illuminazione.
La nuova illuminazione è stata progettata in concomitanza con i Giochi della XXX Olimpiade, tenutisi proprio a Londra nel 2012, e per la prima volta nella storia le fontane saranno in grado di avere getti dalle molte combinazioni diverse di colori. Il nuovo sistema di illuminazione ha un fabbisogno energetico molto più basso.

## Piccioni

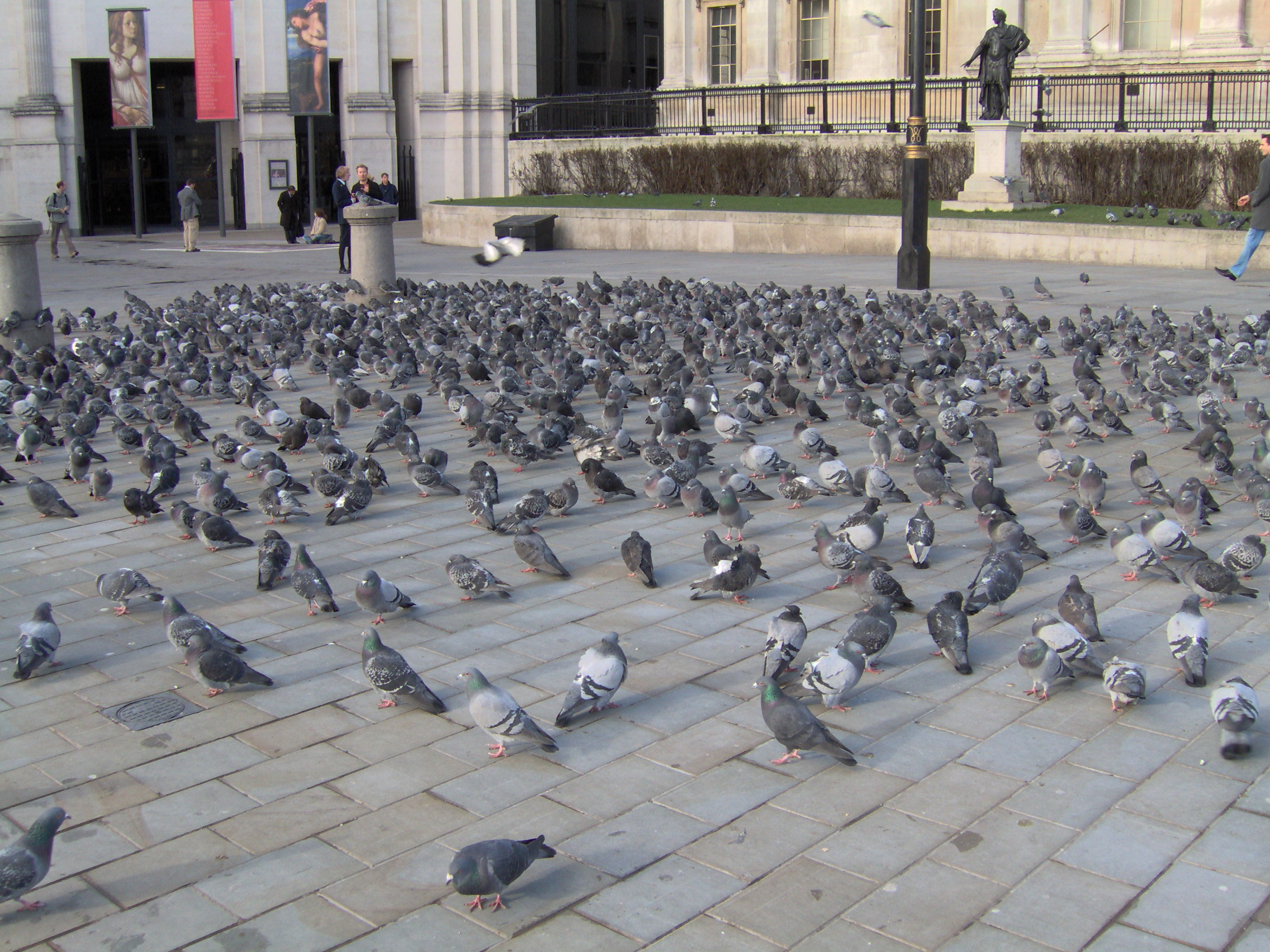
Trafalgar Square gremita di piccioni, 2006.

La piazza una volta era molto nota per i suoi piccioni, e buttare loro chicchi di riso era divenuta ormai un'abitudine. La presenza dei volatili nell'area causò molte polemiche: i loro escrementi corrodevano le statue e lo stuolo di pennuti (che contava circa 35 000 esemplari) veniva considerato un rischio per la salute.
Nel febbraio del 2001, la vendita di semi per i piccioni venne interrotta; vennero inoltre attuati molti altri provvedimenti per allontanare i piccioni (attraverso l'uso, per esempio, di falchi addestrati). Per porre fine a questo problema, nel 2003 e nel 2007 vennero emanate delle delibere attraverso le quali è stato vietato il nutrimento di pennuti entro i confini della piazza.

## Accesso
Stazioni della metropolitana nelle vicinanze:
- Charing Cross ha un'uscita in piazza. Le due linee disponevano originariamente di due stazioni separate, di cui la linea Bakerloo si chiamava Trafalgar Square, ma sono state collegate e rinominate nel 1979 come parte della costruzione della Jubilee Line, che è stata poi reindirizzata alla stazione della metropolitana di Westminster alla fine del 1999.
- Embankment;
- Leicester Square.

Le linee di autobus che attraversano Trafalgar Square: 6, 9, 11, 12, 13, 15, 23, 24, 29, 53, 87, 88, 91, 139, 159, 176, 453.